# داریوش فرضیایی
داریوش فرضیایی (زادهٔ ۱ مرداد ۱۳۵۲) مجری تلویزیون، بازیگر، خواننده و برنامه‌ساز بخش کودک و نوجوان تلویزیون اهل ایران است که بیشتر با نام هنری عمو پورنگ شناخته می‌شود.

## زندگی

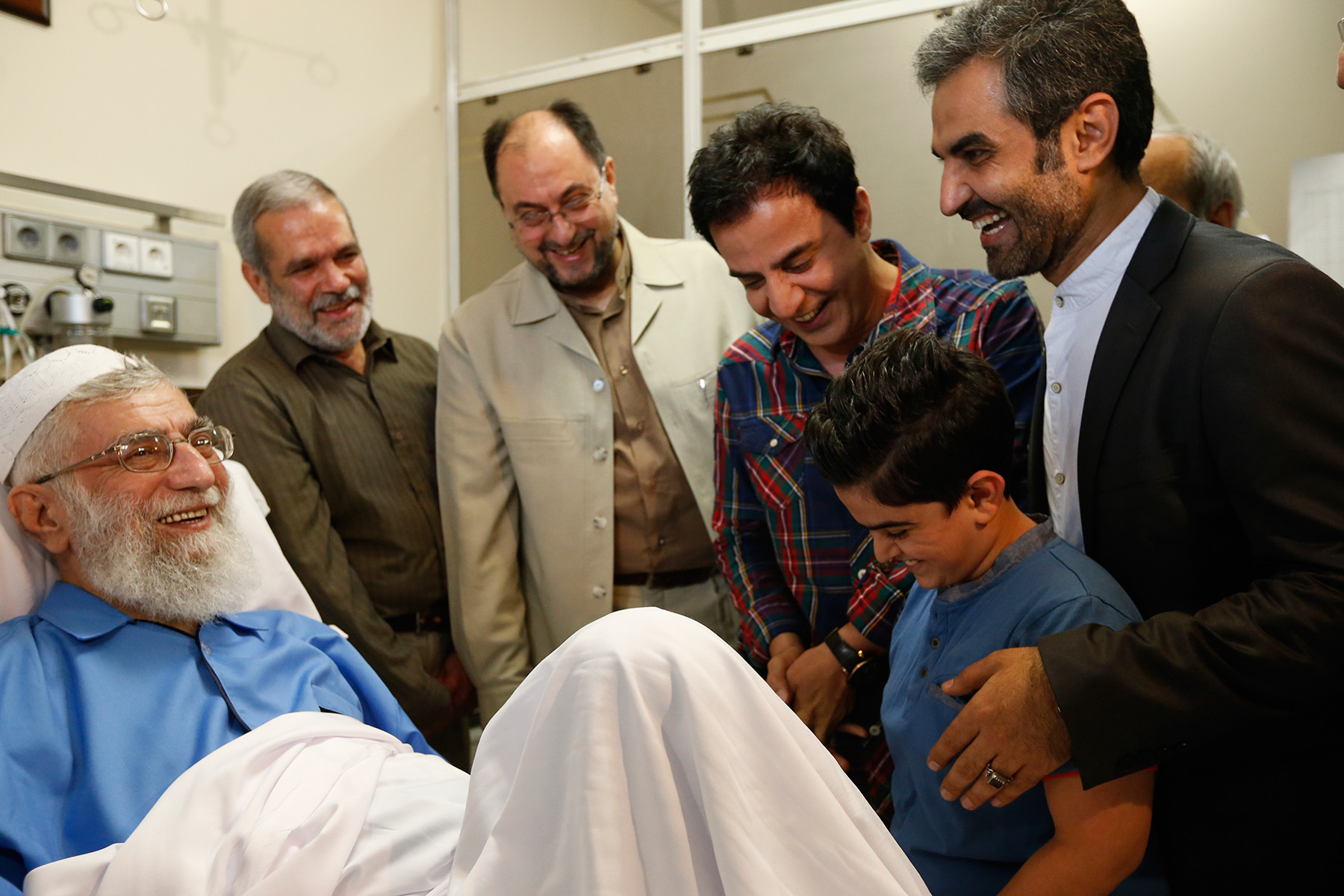
داریوش فرضیایی و امیرمحمد متقیان (پیراهن آبی) هنگام عیادت از سید علی خامنه‌ای

داریوش فرضیایی متولد یک مرداد ۱۳۵۲ در تهران است و فرزند آخر خانواده است. مادرش اهل گیلان است و پدرش آذری اهل سراب است. او تحصیلات خود را در رشته گرافیک ادامه داد و با مدرک کارشناسی از دانشگاه فارغ‌التحصیل شد.
استفاده از عکس او با پدرش در بستر مرگ باعث انتقاداتی از وی شد. فرضیایی در ۲۹ خرداد ۱۳۹۳ پدرش را از دست داد. در شهریور ۱۳۹۳، او به همراه برخی از عوامل برنامه‌اش از جمله امیرمحمد متقیان به عیادت سید علی خامنه‌ای رفت.

## فعالیت در تلویزیون
فرضیایی از سال ۱۳۷۳ وارد صدا و سیما شد و فعالیت خود را با گزارشگری رادیو آغاز کرد. بعد از آن در برنامه عصر جمعه با رادیو در تیپ‌های مختلفی ظاهر شد که شاخص‌ترین آنها «گل پسر» و «ننه بلقیس» بود. در سال ۱۳۷۶ با برنامه ما و شما که به پویانمایی‌های درخواستی بچه‌ها اختصاص داشت وارد عرصه تصویر و تلویزیون شد. وی در سال ۱۳۷۸ با مجموعه تورنگ و پورنگ میان کودکان معروف شد و پس از آن در سال ۱۳۸۰ با اجرای برنامه کودک و نوجوان و نام هنری عمو پورنگ بین مخاطبان کودک و بزرگسال محبوبیت یافت. از دیگر کارهای فرضیایی می‌توان به شبکه بی‌طرف، یکی و تکی، باز باران با طراوت و… اشاره کرد. وی به همراه امیرمحمد متقیان در برنامه‌ای که صدا و سیما با همکاری اداره راهنمایی و رانندگی تدارک دیده بود (همیار پلیس) به عنوان مجری و بازیگر ایفای نقش کرده است. این دو همچنین در برنامه‌های دیگری چون بوستان دوستان پورنگ و هزار و شصت و شونزده و کتابخانه عمو پورنگ همکاری خود را ادامه دادند. در این چند برنامه اخیر او با افرادی چون متقیان (نقش‌های امیرمحمد، گلدون‌خان، آقا نگهدار، آقا ممنون و خسته)، محمدرضا خوارزمی (نقش‌های جوجه و دوددو)، امیر سهیلی (نقش سلطان، بلبل‌خان، لب‌ودهن و خواننده) و ابراهیم شفیعی (نقش پهلوان پنبه و نفس بابا و ایاز و خرمن) و همکار بوده‌است.
در آذر ۱۴۰۰ شایعاتی مبنی‌بر اخراج فرضیایی از صدا و سیما از خبرگزاری‌های مختلف و شبکه‌های ماهواره‌ای منتشر شد که حواشی زیادی به دنبال داشت اما این شایعه توسط روابط عمومی صدا و سیما تکذیب شد.

## آثار

### تلویزیون
| سال       | عنوان                |
| --------- | -------------------- |
| ۱۳۷۶      | ما و شما             |
| ۱۳۷۸      | تورنگ و پورنگ        |
| ۱۳۸۰      | کودک و نوجوان        |
| ۱۳۸۱      | ویژه ماه رمضان       |
| ۱۳۸۳–۱۳۸۲ | شبکه بی‌طرف           |
| ۱۳۸۵–۱۳۸۴ | یکی و تکی            |
| ۱۳۸۶–۱۳۸۵ | باز باران با طراوت   |
| ۱۳۸۷–۱۳۸۶ | سفر بی‌خطر            |
| ۱۳۸۷      | شبکه کودک شبکه کوچک  |
| ۱۳۸۸      | فوق برنامه عمو پورنگ |
| ۱۳۸۹      | بوستان دوستان پورنگ  |
| ۱۳۹۰      | شبکه کودک عمو پورنگ  |
| ۱۳۹۱      | هزار و شصت و شونزده  |
| ۱۳۹۳–۱۳۹۲ | کتابخانه عمو پورنگ   |
| ۱۴۰۰–۱۳۹۴ | عیدانه عمو پورنگ     |
| ۱۳۹۸–۱۳۹۴ | محله گل و بلبل       |
| ۱۳۹۹      | بچه‌محل               |
| ۱۴۰۰      | کلبه عمو پورنگ       |

### رسانه خانگی
| سال  | عنوان        |
| ---- | ------------ |
| ۱۳۹۷ | بالشها       |
| ۱۴۰۳ | لالایی       |
| ۱۴۰۴ | آرزوهای چپکی |